# Янагивара, Бякурэн
Бякурэн Янагивара (яп. 柳原 白蓮; наст. Акико Янагивара; 15 октября 1885 — 22 февраля 1967) — японская поэтесса и писательница. Работы включают поэзию вака, романы и сборники стихов.

## Биография
Акико Янагивара родилась 15 октября 1885 года в Токио, став второй дочерью государственного деятеля и дипломата графа Янагивара Сакимицу. Её мать Рё была одной из его конкубин, происходила из семейства самураев, была гейшей. Семья Янагивара принадлежала к семейству Рэйдзэй рода Фудзивара. Сакимицу был старшим братом матери императора Тайсё, Янагивары Наруко, таким образом Акико была двоюродной сестрой императора.

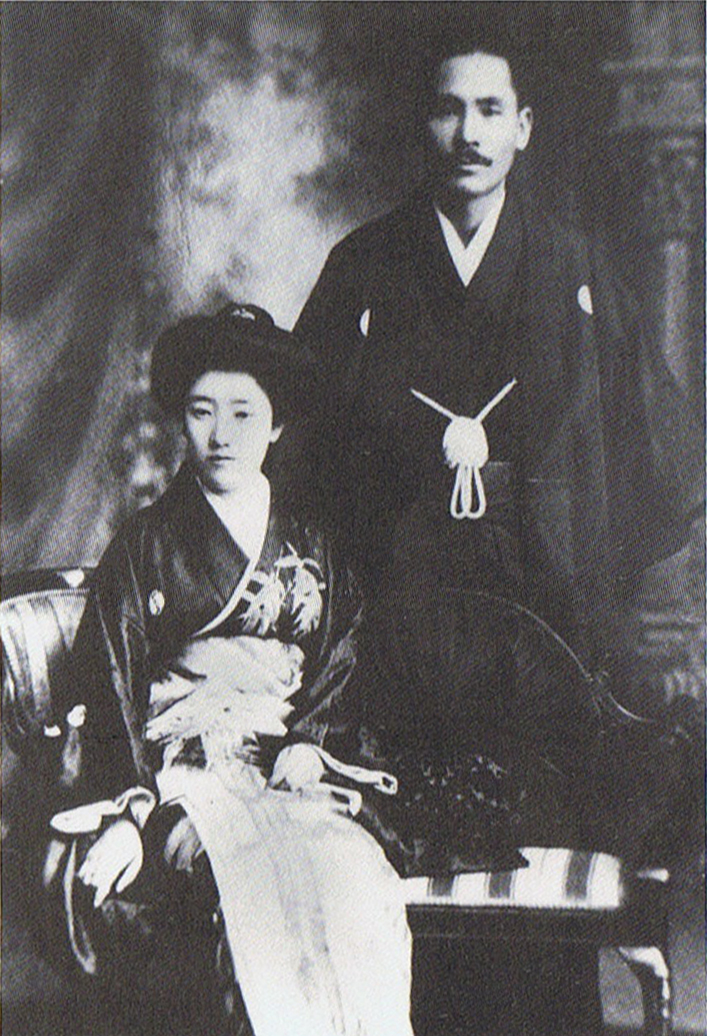
Свадебное фото Янагивары и Дэнъэмона Ито (март 1911)

В 1894 году после смерти отца Акико удочерил дальний родственник, виконт Ёримицу Китакодзи. В 1898 году она поступила в школу для девочек кадзоку. В 1900 году в возрасте 15 лет она вышла замуж за старшего сына Китакодзи, Сукэтакэ, после чего ей пришлось бросить школу из-за беременности. Она родила своего первенца Исамицу, но в 1905 году развелась с мужем, оставив сына семье Китакодзи, и вернулась в дом своих родителей.
В то время семьи аристократов сильно чтили традиции, и разведённая дочь была позором для семьи, она не могла войти в основную резиденцию семьи Янагивара. В 1908 году она поступила в школу для девочек Тоё Эйва — канадская миссионерская школа в Адзабу, Токио. Там она встретила Ханако Мураоку, девушка была на восемь лет моложе её, тем не менее они стали подругами. Примерно в это же время она вступила в ассоциацию танка Такэкасикаи, которую организовал Нобуцуна Сасаки.
В 1910 году Янагивара встретила Дэнъэмона Ито, владельца угольной шахты на Кюсю, который был на 25 лет старше её, и в следующем году она стала его второй женой, хотя родила ему сына Каори ещё в 1910 году. Их возраст, статус и образование сильно различались; считалось, что это было браком по расчёту между семьёй графа и угольным магнатом. О скандальном браке написала газета Tokyo Nichi Nichi Shimbun. Ханако была шокирована этой новостью и прекратила общаться с Янагиварой. В том же году Янагивара окончила школу для девочек Тоё Эйва.
После повторного замужества её называли «Королевой Цукуси», но она была в подавленном состоянии. Она написала Ханако письмо, в котором выразила свои чувства, Ханако приняла объяснения, и они возобновили свою дружбу. Она написала стихотворение танка о своём одиночестве и страданиях, а также продолжала публиковать свои стихи в журнале Kokoro no Hana. С этого времени она стала использовать псевдоним Бякурэн.

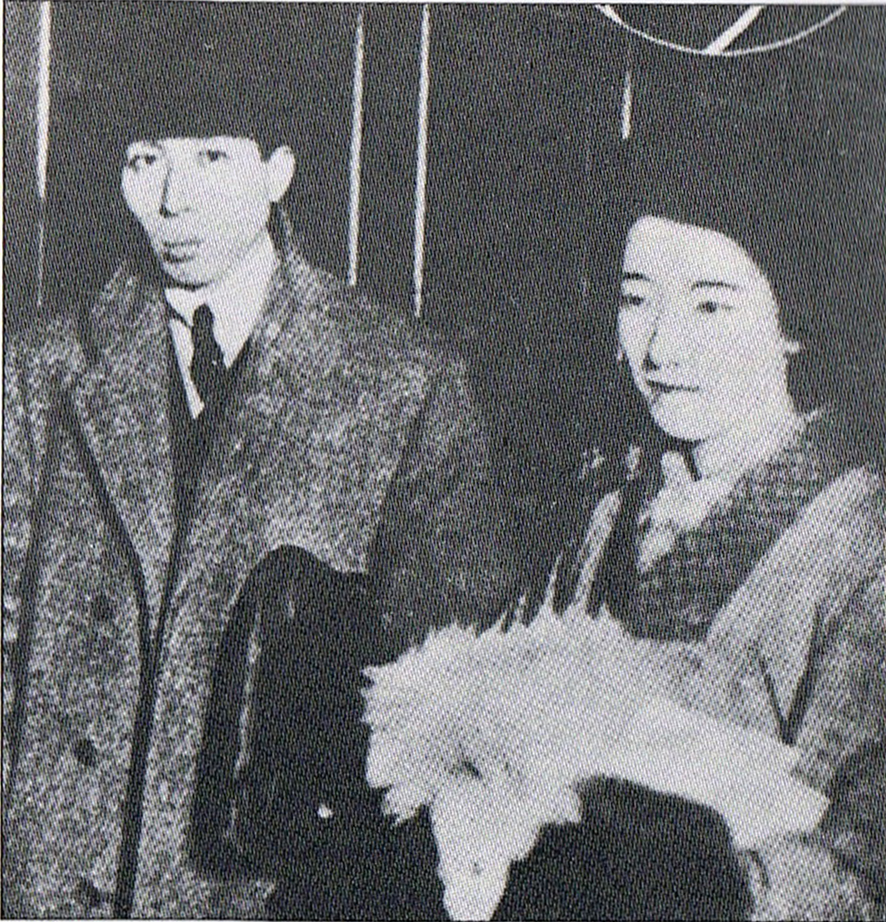
Янагивара с третьим мужем Рюсукэ Миядзаки

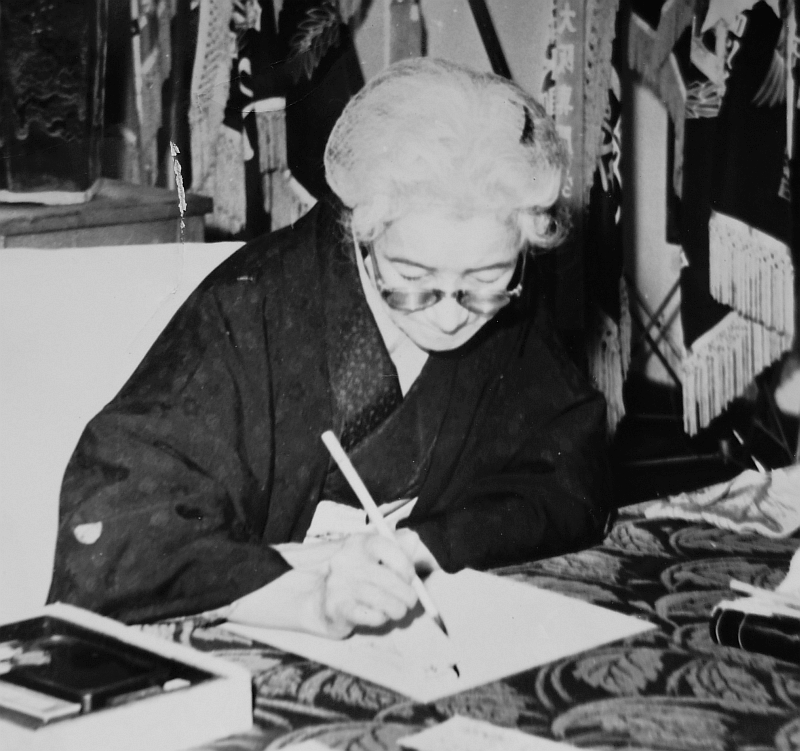
Янагивара в последние годы жизни

В 1921 году Янагивара сбежала вместе с социалистом Рюсукэ Миядзаки, сыном политического активиста Тотэна Миядзаки. Случившееся получило название «Инцидент с Бякурэн». В то время супружеская измена по законодательству считалась уголовным преступлением и каралась тюремным заключением сроком до двух лет. Бякурэн сообщила семье Ито о своём уходе через газету Осака Асахи Симбун, а два дня спустя в Осака Майнити Симбун было опубликовано протестное заявление Дэнъэмона, что привлекло ещё большее внимание к инциденту. У её нового свекра были большие долги, и они жили бедно. Когда Рюсукэ заболел туберкулёзом, Янагивара зарабатывала им на жизнь писательством. В 1925 году у неё родилась дочь Фуки. С 1935 года она возглавляла поэтический журнал Кототама.
В 1945 году её сын Каори, который был студентом-солдатом, погиб в результате авиаудара американских военных. После этого Янагивара основала «Международное общество грустных матерей» и вела миротворческую деятельность в различных частях Японии. Во время и после Второй мировой войны Янагивара всё больше интересовалась мирным активизмом и религией.
Янагивара страдала глаукомой, из-за чего потеряла зрение, тем не менее, она до самой смерти сочиняла стихи. Янагивара умерла в Токио 22 февраля 1967 года в возрасте 81 года.